# Reação de Bischler-Napieralski
A reação ou ciclização de Bischler-Napieralski é uma reação de substituição eletrofílica aromática intramolecular que permite a ciclização das β-ariletilamidas, como as β-etilamidas, com arenos ricos em elétrons, ou β-ariletilcarbamatos e β-etilcarbamatos. Foi descoberta pela primeira vez em 1893 por August Bischler e Bernard Napieralski, em associação com a Basle Chemical Works (Trabalhos Químicos da Basiléia) e da Universidade de Zurique. A reação é principalmente utilizada na síntese de diidroisoquinolinas (3,4-diidroisoquinolinas), que podem posteriormente ser desidratadas para isoquinolinas. Permite de forma elegante a preparação de certos derivados de isoquinolina, com a ação de derivados acil de α-aril etilamina sob aquecimento com com agentes de condensação como pentóxido de fósforo (P2O5), cloreto de fosforila (POCl3), cloreto de zinco anidro (ZnCl2), etc, quando a desidratação ocorre, com a formação das isoquinolinas.